# Frederick Lane
Frederick Claude Vivian Lane (2. února 1880 Sydney – 14. května 1969 tamtéž) byl australský plavec, dvojnásobný olympijský vítěz. Vystudoval Saint Ignatius' College v Sydney, vyhrál celostátní školní šampionát a stal se rekordmanem Australasie. Od roku 1899 žil v Anglii, kde pracoval v advokátní kanceláři a závodil za Blackpool SC. Na olympijských hrách 1900 v Paříži vyhrál závod na 200 metrů volný způsob a závod v plavání s překážkami, který byl na program olympiády zařazen poprvé a naposled. Účastníci museli na dvousetmetrové trati přelézt tyč, pak řadu zakotvených člunů a nakonec podplavat další řadu člunů. Soutěže se konaly v kalných vodách Seiny a obě finále, která Lane vyhrál, od sebe dělilo pouhých 45 minut. Po olympiádě vytvořil řadu světových rekordů, v roce 1902 jako první v historii zaplaval 100 yardů pod minutovou hranici. Po ukončení závodní kariéry se vrátil do Austrálie a stal se majitelem tiskárny. Posmrtně byl uveden do Mezinárodní síně slávy plaveckého sportu a Australské sportovní síně slávy.